# Dictyochrysa latifascia
Dictyochrysa latifascia är en insektsart som beskrevs av Douglas E. Kimmins 1952. Dictyochrysa latifascia ingår i släktet Dictyochrysa och familjen guldögonsländor. Inga underarter finns listade i Catalogue of Life.